# Opis obyczajów
Opis obyczajów – polski film obyczajowy z 1972 roku.

## Obsada aktorska
- Iwona Biernacka − Mrukówna
- Grażyna Długołęcka − Lena Zasada
- Urszula Gawryś − Krystyna Walewska
- Wanda Grzeczkowska − Zofia Znajda
- Maria Hornik(inne języki) − Mrukowa
- Stanisław Bąk − Mruk
- Marek Frąckowiak − Michał
- Maciej Góraj − Janusz
- Edward Kusztal − robotnik
- Zdzisław Leśniak − magister
- Zofia Mrozowska − pani profesor
- Tadeusz Kwinta − listonosz
- Jerzy Zygmunt Nowak − wiejski wesołek
- Włodzimierz Skoczylas − ksiądz
- Wojciech Grzegorczyk-Poniewierka − stary Mruk
- Krzysztof Krauze − „Romeo”

Źródło: Filmpolski.pl.

## Opis fabuły
W małej wiosce w Górach Świętokrzyskich młodzi etnografowie odbywają wakacyjne praktyki. Nad studentami czuwa asystent Kowalczyk. Studenci Michał i Krystyna trafiają na opuszczoną zagrodę. Znajduje się ona na krańcu wsi, jest stara i wyniszczona. Mieszkańcy nie odzywają się do nikogo. Młodzi dowiadują się od mieszkańców wioski, że zagroda należy do Mruków - jedynych mieszkańców, którzy przeżyli pacyfikację niemiecką. Wtedy wieś spalono, a mieszkańców wymordowano. Jedyni świadkowie tych wydarzeń milczą i izolują się od reszty. Michał bardzo chce poznać rodzinną tajemnicę. Kiedy stary Mruk umiera, studenci zwracają uwagę na jego rodzinę. Mrukówna zakochana w robotniku drogowym, ucieka z domu. Babka, która chce odnaleźć wnuczkę, błąka się po lesie. Rano studenci z młodym Mrukiem zaczynają poszukiwania reszty rodziny. Mruk ucieka, ale Michał go dogania. Po krótkim zmaganiu Mruk pokazuje mu grób cmentarny.